# Liste des conseillers d'État du canton de Genève
Cette page présente la liste des conseillers d'État du canton de Genève depuis 1847.
| #  | Nom                                 | Début de mandat   | Fin de mandat    | Commentaires |
| -- | ----------------------------------- | ----------------- | ---------------- | --- |
| 1  | François Jean Moulinié              | 31 mai 1847       | 24 novembre 1851 | Démissionnaire le 8 février 1848. Réélu le 11 mars 1848 |
| 2  | Louis Rilliet de Constant           | 31 mai 1847       | 4 mars 1848      | Démissionnaire |
| 3  | Louis Antoine Pons                  | 31 mai 1847       | 24 novembre 1851 | Démissionnaire le 8 février 1848. Réélu le 11 mars 1848 |
| 4  | James Fazy                          | 31 mai 1847       | 28 novembre 1853 | Démissionnaire le 8 février 1848. Réélu le 11 mars 1848 |
| 4  | James Fazy                          | 12 novembre 1855  | 27 novembre 1861 | Démissionnaire le 11 mai 1861. Réélu le 2 juin 1861 |
| 5  | Balthazar Decrey                    | 31 mai 1847       | 24 novembre 1851 | Démissionnaire le 8 février 1848. Réélu le 11 mars 1848 |
| 5  | Balthazar Decrey                    | 14 novembre 1853  | 26 novembre 1855 | |
| 6  | François Janin                      | 31 mai 1847       | 28 novembre 1853 | Démissionnaire le 8 février 1848. Réélu le 11 mars 1848 |
| 7  | Frédéric Bordier                    | 31 mai 1847       | 24 novembre 1851 | Démissionnaire le 8 février 1848. Réélu le 11 mars 1848 |
| 8  | Alexandre-François-Louis Guillermet | 11 mars 1848      | 28 novembre 1853 | |
| 8  | Alexandre-François-Louis Guillermet | 9 novembre 1857   | 11 janvier 1861  | Démissionnaire |
| 9  | Abraham Tourte                      | 10 novembre 1851  | 28 novembre 1853 | |
| 9  | Abraham Tourte                      | 12 novembre 1855  | 30 novembre 1857 | |
| 9  | Abraham Tourte                      | 6 septembre 1858  | 8 février 1861   | Démissionnaire |
| 10 | Charles Jacques Veillard            | 10 novembre 1851  | 28 novembre 1853 | Démissionnaire, il est réélu par le Grand Conseil |
| 10 | Charles Jacques Veillard            | 9 novembre 1857   | 24 juillet 1858  | |
| 10 | Charles Jacques Veillard            | 16 mars 1861      | 30 novembre 1863 | Démissionnaire le 11 mai 1861. Réélu le 2 juin 1861 |
| 11 | Antoine Carteret                    | 1er décembre 1851 | 28 novembre 1853 | |
| 11 | Antoine Carteret                    | 18 novembre 1870  | 28 janvier 1889  | Décédé en fonction |
| 12 | Joseph Girard                       | 1er décembre 1851 | 28 novembre 1853 | |
| 13 | Jean-Jacques Castoldi               | 14 novembre 1853  | 26 novembre 1855 | |
| 14 | Isaac Christian Wolfsberger         | 14 novembre 1853  | 26 novembre 1855 | |
| 15 | Philippe Camperio                   | 14 novembre 1853  | 26 novembre 1855 | Démissionnaire Réélu en 1861, il refuse son mandat le 13 novembre 1861                                                                                               |
| 15 | Philippe Camperio                   | 12 novembre 1865  | 15 novembre 1870 | |
| 16 | Gaspard Marchinville                | 14 novembre 1853  | 26 novembre 1855 | |
| 17 | Jean Antoine Olivet                 | 14 novembre 1853  | 26 novembre 1855 | |
| 18 | Théodore Piguet                     | 14 novembre 1853  | 26 novembre 1855 | |
| 19 | Adolphe Fontanel                    | 12 novembre 1855  | 30 novembre 1863 | Démissionnaire le 11 mai 1861 Réélu le 2 juin 1861 |
| 20 | Abraham Bonnet                      | 12 novembre 1855  | 31 juillet 1858  | Démissionnaire |
| 21 | Moïse Jacques Piguet                | 12 novembre 1855  | 27 novembre 1865 | Démissionnaire le 11 mai 1861 Réélu le 2 juin 1861 |
| 22 | Gaspard Breittmayer                 | 12 novembre 1855  | 30 novembre 1857 | |
| 23 | Henri Duchosal                      | 12 novembre 1855  | 28 novembre 1859 | |
| 24 | Jean-Jacques Challet-Venel          | 6 septembre 1858  | 12 juillet 1864  | Démissionnaire le 11 mai 1861. Réélu le 2 juin 1861 Élu conseiller fédéral le 12 juillet 1864                                                                        |
| 25 | Jules Vuy                           | 14 novembre 1859  | 27 novembre 1861 | Démissionnaire le 11 mai 1861. Réélu le 2 juin 1861 |
| 26 | Moïse Vautier                       | 16 mars 1861      | 27 novembre 1865 | Élu par le Grand Conseil Démissionnaire |
| 26 | Moïse Vautier                       | 18 décembre 1870  | 9 novembre 1879  | |
| 26 | Moïse Vautier                       | 19 décembre 1880  | 15 novembre 1891 | |
| 26 | Moïse Vautier                       | 27 novembre 1892  | 23 mai 1899      | Décédé en fonction |
| 27 | Marc Mottet                         | 11 novembre 1861  | 30 novembre 1863 | |
| 28 | Jacques Fol-Bry                     | 24 novembre 1861  | 27 novembre 1865 | |
| 29 | Salomon Penay                       | 15 novembre 1863  | 27 novembre 1865 | |
| 30 | Émile Degrange-Guerre               | 15 novembre 1863  | 27 novembre 1865 | |
| 31 | Albert Louis Richard                | 15 novembre 1863  | 27 novembre 1865 | Démissionnaire |
| 31 | Albert Louis Richard                | 3 décembre 1865   | 15 novembre 1870 | |
| 32 | Arthur Chenevière                   | 22 août 1864      | 27 novembre 1871 | Son élection a été validée par le Conseil fédéral à la suite d'un recours Démissionnaire le 15 novembre 1870 mais reste dans ses fonctions Réélu le 18 décembre 1870 |
| 33 | Auguste Turrettini                  | 12 novembre 1865  | 25 novembre 1867 | |
| 34 | Ulrich Vaucher-Guédin               | 12 novembre 1865  | 23 juin 1867     | Décédé en fonction |
| 35 | Charles Friderich                   | 12 novembre 1865  | 15 novembre 1870 | Démissionnaire |
| 36 | Charles Daumas                      | 12 novembre 1865  | 29 novembre 1869 | |
| 37 | Joseph Paul Collart                 | 10 août 1867      | 15 novembre 1870 | Élu par le Grand Conseil Démissionnaire |
| 38 | Michel Chauvet                      | 10 novembre 1867  | 28 novembre 1881 | Démissionnaire le 15 novembre 1870. Réélu le 18 décembre 1870 |
| 39 | Jean-Marc Mast                      | 15 novembre 1869  | 15 novembre 1870 | Démissionnaire |
| 40 | Amédée Girod                        | 18 décembre 1870  | 29 novembre 1875 | |
| 41 | Émile Cambessedes                   | 18 décembre 1870  | 5 août 1881      | Démissionnaire |
| 42 | Henri Fazy                          | 18 décembre 1870  | 29 novembre 1875 | |
| 42 | Henri Fazy                          | 7 novembre 1897   | 22 décembre 1920 | Décédé en fonction |
| 43 | Jacques Ormond                      | 12 novembre 1871  | 30 mai 1877      | Décédé en fonction |
| 44 | Charles Chalumeau                   | 14 novembre 1875  | 24 novembre 1879 | A exercé les fonctions de chancelier de 1881 à 1886 |
| 45 | Marc Héridier                       | 14 novembre 1875  | 24 novembre 1879 | |
| 45 | Marc Héridier                       | 19 décembre 1880  | 26 novembre 1883 | |
| 46 | Alexandre Gavard                    | 1er juillet 1877  | 25 novembre 1889 | |
| 46 | Alexandre Gavard                    | 7 novembre 1897   | 30 novembre 1898 | Décédé en fonction |
| 47 | André Bourdillon                    | 9 novembre 1879   | 20 novembre 1880 | Démissionnaire |
| 48 | Gustave Ador                        | 9 novembre 1879   | 20 novembre 1880 | Démissionnaire Élu conseiller fédéral le 26 juin 1917 Président de la Confédération en 1919                                                                          |
| 48 | Gustave Ador                        | 15 mars 1885      | 22 novembre 1897 | |
| 49 | Jean-Étienne Dufour                 | 9 novembre 1879   | 30 novembre 1885 | |
| 49 | Jean-Étienne Dufour                 | 10 novembre 1889  | 7 septembre 1893 | Décédé en fonction |
| 50 | Étienne Patru                       | 13 novembre 1881  | 4 février 1885   | Démissionnaire A exercé les fonctions de chancelier de 1875 à 1879 puis de 1880 à 1881                                                                               |
| 51 | Antoine Viollier-Rey                | 13 novembre 1881  | 28 novembre 1887 | |
| 52 | Albert Dunant                       | 11 novembre 1883  | 1er janvier 1897 | Démissionnaire |
| 53 | François Perréard                   | 8 novembre 1885   | 28 novembre 1887 | |
| 54 | Michel Fleutet                      | 13 novembre 1887  | 22 août 1892     | Démissionnaire |
| 55 | Edmond Klein                        | 13 novembre 1887  | 25 novembre 1889 | |
| 56 | Charles Boissonnas                  | 3 mars 1889       | 1er janvier 1897 | Démissionnaire |
| 57 | Eugène Richard                      | 10 novembre 1889  | 28 novembre 1900 | |
| 58 | Alfred Didier                       | 15 novembre 1891  | 14 juin 1903     | Décédé en fonction |
| 59 | Alphonse Patru                      | 15 janvier 1893   | 22 novembre 1897 | |
| 60 | Alfred Vincent                      | 7 novembre 1897   | 5 juillet 1906   | Décédé en fonction |
| 61 | Fritz Thiébaud                      | 7 novembre 1897   | 30 novembre 1903 | |
| 62 | Georges Favon                       | 8 janvier 1899    | 17 mai 1902      | Décédé en fonction |
| 63 | Émile Boissier                      | 25 juin 1899      | 26 novembre 1900 | |
| 64 | Édouard Odier                       | 11 novembre 1900  | 3 mai 1906       | Démissionnaire, nommé ministre plénipotentiaire de Suisse en Russie                                                                                                  |
| 65 | Henri Romieux                       | 11 novembre 1900  | 30 novembre 1903 | |
| 66 | François Besson                     | 22 juin 1902      | 29 novembre 1909 | |
| 67 | Jules Mussard                       | 26 juillet 1903   | 24 novembre 1924 | |
| 68 | Victor Charbonnet                   | 8 novembre 1903   | 4 septembre 1915 | Démissionnaire |
| 69 | Albert Maunoir                      | 8 novembre 1903   | 29 novembre 1915 | Démissionnaire le 13 mars 1909. Réélu le 25 avril 1909 |
| 70 | Eugène Berlie                       | 17 juin 1906      | 26 novembre 1906 | |
| 71 | Jules Perréard                      | 5 août 1906       | 25 novembre 1912 | |
| 72 | William Rosier                      | 11 novembre 1906  | 25 novembre 1918 | Non réélu en 1918. |
| 73 | Adolphe Vautier                     | 14 novembre 1909  | 22 août 1914     | Décédé en fonction |
| 74 | Paul Magnenat                       | 10 novembre 1912  | 29 novembre 1915 | |
| 75 | John Rochaix                        | 10 janvier 1915   | 25 novembre 1918 | Non réélu en 1918. |
| 75 | John Rochaix                        | 9 novembre 1924   | 3 décembre 1927  | |
| 76 | Jacques Rutty                       | 14 novembre 1915  | 24 novembre 1924 | |
| 77 | Henry Boveyron                      | 14 novembre 1915  | 25 novembre 1918 | Non réélu en 1918. |
| 77 | Henry Boveyron                      | 30 janvier 1921   | 24 novembre 1924 | |
| 78 | Jacques Gavard                      | 14 novembre 1915  | 24 novembre 1924 | |
| 79 | John Gignoux                        | 10 novembre 1918  | 24 novembre 1924 | |
| 80 | Victor Dusseiller                   | 10 novembre 1918  | 24 novembre 1924 | |
| 81 | Albert Perrenoud                    | 10 novembre 1918  | 24 novembre 1924 | |
| 82 | Antoine Bron                        | 9 novembre 1924   | 3 décembre 1927  | |
| 82 | Antoine Bron                        | 23 novembre 1930  | 4 décembre 1933  | |
| 83 | Jean Boissonnas                     | 9 novembre 1924   | 4 décembre 1930  | |
| 84 | Guillaume Pictet                    | 9 novembre 1924   | 4 mars 1926      | Décédé en fonction |
| 85 | Alexandre Moriaud                   | 9 novembre 1924   | 4 décembre 1930  | |
| 85 | Alexandre Moriaud                   | 14 décembre 1930  | 10 juillet 1931  | Démissionnaire |
| 86 | André Oltramare                     | 9 novembre 1924   | 3 décembre 1927  | |
| 87 | Hermann Jaquet                      | 9 novembre 1924   | 4 décembre 1930  | |
| 88 | Edmond Turrettini                   | 11 avril 1926     | 4 décembre 1933  | |
| 89 | Alfred Desbaillets                  | 20 novembre 1927  | 4 décembre 1933  | |
| 90 | Jean-Martin Naef (de)               | 20 novembre 1927  | 1er octobre 1931 | Démissionnaire |
| 91 | Albert Malche                       | 20 novembre 1927  | 4 décembre 1930  | |
| 92 | Frédéric Martin                     | 23 novembre 1930  | 4 décembre 1933  | |
| 93 | Paul Lachenal                       | 23 novembre 1930  | 7 décembre 1936  | |

| No  | Nom                     | Naissance / décès | Mandat            | Mandat           | Parti | Parti       | Département | Remarques                                                                   |
| --- | ----------------------- | ----------------- | ----------------- | ---------------- | ----- | ----------- | --- | --------------------------------------------------------------------------- |
| 94  | Albert Picot            | 1882-1966         | 27 septembre 1931 | 13 décembre 1954 |       | PLD         | | Président du Conseil national                                               |
| 95  | Ernest Grosselin        | 1869-1955         | 25 octobre 1931   | 4 décembre 1933  |       | PRD         | |                                                                             |
| 96  | Albert Naine            | 1871-1957         | 4 décembre 1933   | 7 décembre 1936  |       | PS          | | A été élu tout d'abord en 1930, mais a alors refusé son mandat              |
| 97  | Maurice Braillard       | 1879-1965         | 4 décembre 1933   | 7 décembre 1936  |       | PS          | |                                                                             |
| 98  | Léon Nicole             | 1887-1965         | 4 décembre 1933   | 7 décembre 1936  |       | PS          | |                                                                             |
| 99  | André Ehrler            | 1900-1949         | 4 décembre 1933   | 7 décembre 1936  |       | PS          | |                                                                             |
| 100 | Louis Casaï             | 1888-1955         | 4 décembre 1933   | 13 décembre 1954 |       | PRD         | |                                                                             |
| 101 | François Perréard       | 1881-1977         | 7 décembre 1936   | 9 décembre 1957  |       | PRD         | |                                                                             |
| 102 | Adrien Lachenal         | 1885-1962         | 7 décembre 1936   | 3 décembre 1945  |       | PRD         | |                                                                             |
| 103 | Antoine Pugin           | 1898-1978         | 7 décembre 1936   | 13 décembre 1954 |       | PDC         | |                                                                             |
| 104 | Paul Balmer             | 1881-1977         | 7 décembre 1936   | 3 décembre 1945  |       | PLS         | |                                                                             |
| 105 | Isaac Anken             | 1885-1945         | 7 décembre 1936   | 7 novembre 1945  |       | PRD         | | Décédé en fonction                                                          |
| 106 | Charles Rosselet        | 1893-1946         | 3 décembre 1945   | 14 octobre 1946  |       | PS          | | Décédé en fonction                                                          |
| 107 | Aymon de Senarclens     | 1905-1970         | 3 décembre 1945   | 5 décembre 1957  |       | PLS         | |                                                                             |
| 108 | Charles Duboule         | 1895-1956         | 3 décembre 1945   | 18 octobre 1956  |       | PRD         | | Décédé en fonction                                                          |
| 109 | Jean Treina             | 1899-1968         | 8 décembre 1946   | 13 décembre 1965 |       | PS          | |                                                                             |
| 110 | Alfred Borel            | 1902-1997         | 13 décembre 1954  | 18 décembre 1961 |       | PRD         | |                                                                             |
| 111 | Jean Dutoit             | 1908-1985         | 13 décembre 1954  | 18 décembre 1961 |       | PRD         | |                                                                             |
| 112 | Émile Dupont            | 1896-1990         | 13 décembre 1954  | 13 décembre 1965 |       | PDC         | |                                                                             |
| 113 | Edouard Chamay          | 1896-1990         | 2 décembre 1956   | 18 décembre 1961 |       | PRD         | |                                                                             |
| 114 | Charles Duchemin        | 1901-1986         | 9 décembre 1957   | 13 décembre 1965 |       | PRD         | |                                                                             |
| 115 | René Helg               | 1917-1989         | 9 décembre 1957   | 13 décembre 1965 |       | PLS         | |                                                                             |
| 116 | André Ruffieux          | 1912-2009         | 18 décembre 1961  | 17 décembre 1973 |       | PDC         | |                                                                             |
| 117 | André Chavanne          | 1916-1990         | 18 décembre 1961  | 25 novembre 1985 |       | PS          | |                                                                             |
| 118 | François Peyrot         | 1918-1998         | 18 décembre 1961  | 15 décembre 1969 |       | PLS         | |                                                                             |
| 119 | Willy Donzé             | 1916-1987         | 13 décembre 1965  | 31 décembre 1980 |       | PS          | | Démissionnaire                                                              |
| 120 | Jean Babel              | 1921-2005         | 13 décembre 1965  | 19 décembre 1977 |       | PDC         | |                                                                             |
| 121 | Gilbert Duboule         | 1925-1983         | 13 décembre 1965  | 19 décembre 1977 |       | PRD         | |                                                                             |
| 122 | Henri Schmitt           | 1926-1982         | 13 décembre 1965  | 19 décembre 1977 |       | PRD         | |                                                                             |
| 123 | François Picot          | 1920-2012         | 15 décembre 1969  | 17 décembre 1973 |       | PLS         | |                                                                             |
| 124 | Jaques Vernet           | 1926-2019         | 17 décembre 1973  | 11 décembre 1989 |       | PLS         | Département de la prévoyance sociale et de la santé publique |                                                                             |
| 125 | Guy Fontanet            | 1927-2014         | 17 décembre 1973  | 25 novembre 1985 |       | PDC         | |                                                                             |
| 126 | Robert Ducret           | 1927-2017         | 19 décembre 1977  | 11 décembre 1989 |       | PRD         | Département des finances et des contributions |                                                                             |
| 127 | Pierre Wellhauser       | 1931-             | 19 décembre 1977  | 11 décembre 1989 |       | PLS         | Département de l'intérieur et de l'agriculture |                                                                             |
| 128 | Alain Borner            | 1932-2019         | 19 décembre 1977  | 25 novembre 1985 |       | PRD         | |                                                                             |
| 129 | Aloys Werner            | 1916-2008         | 1er janvier 1981  | 14 décembre 1981 |       | Indépendant | | Succède à Willy Donzé                                                       |
| 130 | Christian Grobet        | 1941-             | 14 décembre 1981  | 6 décembre 1993  |       | PS          | Département des travaux publics |                                                                             |
| 131 | Dominique Föllmi        | 1938-             | 25 novembre 1985  | 6 décembre 1993  |       | PDC         | Département de l'instruction publique |                                                                             |
| 132 | Bernard Ziegler         | 1945-             | 25 novembre 1985  | 6 décembre 1993  |       | PS          | Département de justice et police |                                                                             |
| 133 | Jean-Philippe Maitre    | 1949-2006         | 25 novembre 1985  | 8 décembre 1997  |       | PDC         | Département de l'économie publique | Président du Conseil national                                               |
| 134 | Guy-Olivier Segond      | 1945-2020         | 11 décembre 1989  | 3 décembre 2001  |       | PRD         | Département de l'action sociale et de la santé |                                                                             |
| 135 | Claude Haegi            | 1943-             | 11 décembre 1989  | 8 décembre 1997  |       | PLS         | Département de l'intérieur, de l'environnement et des affaires régionales |                                                                             |
| 136 | Olivier Vodoz           | 1943-             | 11 décembre 1989  | 8 décembre 1997  |       | PLS         | Département des finances Département des affaires militaires |                                                                             |
| 137 | Martine Brunschwig Graf | 1950-             | 6 décembre 1993   | 5 décembre 2005  |       | PLS         | Département de l'instruction publique (1993-2003) Département des affaires militaires (2003-2005) Département des finances (2003-2005) |                                                                             |
| 138 | Philippe Joye           | 1941-             | 6 décembre 1993   | 8 décembre 1997  |       | PDC         | Département des travaux publics et de l'énergie |                                                                             |
| 139 | Gérard Ramseyer         | 1941-             | 6 décembre 1993   | 3 décembre 2001  |       | PRD         | Département de justice, police et des transports |                                                                             |
| 140 | Micheline Calmy-Rey     | 1945-             | 8 décembre 1997   | 31 décembre 2002 |       | PS          | Département des finances | Élue au Conseil fédéral Présidente de la Confédération en 2007 et 2011      |
| 141 | Laurent Moutinot        | 1953-             | 8 décembre 1997   | 7 décembre 2009  |       | PS          | Département de l’aménagement, de l’équipement et du logement (1997-2005) Département des institutions (2005-2009) |                                                                             |
| 142 | Robert Cramer           | 1954-             | 8 décembre 1997   | 7 décembre 2009  |       | Les Verts   | Département de l'intérieur, de l'agriculture, de l'environnement et de l'énergie (1997-2001) Département de l'intérieur, de l'agriculture, de l'environnement, de l'énergie et des transports (2001-2009) Département du territoire (2005-2009)                        |                                                                             |
| 143 | Carlo Lamprecht         | 1935-             | 8 décembre 1997   | 5 décembre 2005  |       | PDC         | Département de l'économie, de l'emploi et des affaires extérieures |                                                                             |
| 145 | Micheline Spoerri       | 1946-             | 3 décembre 2001   | 5 décembre 2005  |       | PLS         | Département de justice, police et sécurité |                                                                             |
| 144 | Pierre-François Unger   | 1951-             | 3 décembre 2001   | 10 décembre 2013 |       | PDC         | Département de l'action sociale et de la santé (2001-2005) Département de l'économie et de la santé (2005-2009) Département des affaires régionales, de l'économie et de la santé (2009-2013)                                                                          |                                                                             |
| 146 | Charles Beer            | 1961-             | 20 mars 2003      | 10 décembre 2013 |       | PS          | Département de l'instruction publique (2003-2009) Département de l'instruction publique, de la culture et du sport (2009-2013) | Succède à Micheline Calmy-Rey                                               |
| 147 | David Hiler             | 1955-             | 5 décembre 2005   | 10 décembre 2013 |       | Les Verts   | Département des finances |                                                                             |
| 148 | François Longchamp      | 1963-             | 5 décembre 2005   | 31 mai 2018      |       | PLR         | Département de la solidarité et de l’emploi (2005-2012) Département des constructions et des technologies de l’information (2012) Département de l'urbanisme (2012-2013) Département présidentiel (2013-2018)                                                          |                                                                             |
| 149 | Mark Muller             | 1964-             | 5 décembre 2005   | 29 février 2012  |       | PLR         | Département des constructions et des technologies de l’information | Démissionnaire                                                              |
| 150 | Isabel Rochat           | 1954-             | 7 décembre 2009   | 10 décembre 2013 |       | PLR         | Département de la sécurité, de la police et de l’environnement (2009-2012) Département de la solidarité et de l'emploi (2012-2013) |                                                                             |
| 151 | Michèle Künzler         | 1961-             | 7 décembre 2009   | 10 décembre 2013 |       | Les Verts   | Département de l'intérieur et de la mobilité (2009-2012) Département de l'intérieur, de la mobilité et de l'environnement (2012-2013) |                                                                             |
| 152 | Pierre Maudet           | 1978-             | 29 juin 2012      | 29 avril 2021    |       | Indépendant | Département de la sécurité et de la police (2012-2013) Département de la sécurité et de l'économie (2013-2018) Département présidentiel (2018) Département de la sécurité (2018-2019) Département du développement économique (2019-2020) Sans département (2020-2021) | Succède à Mark Muller. Démissionne en 2020 et n'est pas réélu en mars 2021. |
| 153 | Anne Emery-Torracinta   | 1958-             | 10 décembre 2013  |                  |       | PS          | Département de l'instruction publique, de la culture et du sport (2012-2018) Département de l'instruction publique, de la formation et de la jeunesse (2018-) |                                                                             |
| 154 | Serge Dal Busco         | 1959-             | 10 décembre 2013  |                  |       | PDC         | Département des finances (2013-2018) Département des infrastructures (2018-) |                                                                             |
| 155 | Mauro Poggia            | 1959-             | 10 décembre 2013  | 31 mai 2023      |       | MCG         | Département de l’emploi, des affaires sociales et de la santé (2013-2018) Département de la sécurité, de la population et de la santé |                                                                             |
| 156 | Luc Barthassat          | 1960-             | 10 décembre 2013  | 31 mai 2018      |       | PDC         | Département de l’environnement, des transports et de l’agriculture |                                                                             |
| 157 | Antonio Hodgers         | 1976-             | 10 décembre 2013  |                  |       | Les Verts   | Département de l’aménagement, du logement et de l’énergie (2013-2018) Département présidentiel (2018-2020) Département du territoire (2018-) |                                                                             |
| 158 | Nathalie Fontanet       | 1965-             | 1er juin 2018     |                  |       | PLR         | Département des finances et des ressources humaines Département du développement économique (2020-2021) |                                                                             |
| 159 | Thierry Apothéloz       | 1971-             | 1er juin 2018     |                  |       | PS          | Département de la cohésion sociale |                                                                             |
| 160 | Fabienne Fischer        | 1961-             | 29 avril 2021     |                  |       | Les Verts   | Département de l'économie et de l'emploi | Succède à Pierre Maudet.                                                    |